# نيلي هوتون
نيلي لورا دوجلاس هوتون (بالإنجليزية: Nellie Hutton)‏ (1875-1955) هي رسامة نيوزيلندية. تقام أعمالها في مجموعات هوكن . 

## السيرة الذاتية
ولدت هوتون في دنيدن عام 1875، وهي ابنة الفنان ديفيد كون هاتون وزوجته الثانية هيلين برايدن (توفيت عام 1922).    ولد ديفيد كون هاتون في دندي، اسكتلندا، ووصل إلى أوتاغو عام 1870 وأنشأ مدرسة دنيدن للفنون، وهي أول مؤسسة من نوعها في نيوزيلندا. في عام 1894 تم توسيعها لتشمل مدرسة أوتاجو للفنون والتصميم التي كان هاتون مديرًا لها حتى وفاته في عام 1910م.